# 朋友 (1974年電影)
《朋友》（英語：Friends）是1974年張徹执导的香港電影，由姜大卫、傅声等領銜主演。该片主要讲述一群人聊之前发生的事情的故事。

## 劇情簡介
某日，一些成功人士在酒店里讨论着过去生活的事情。这些人实际上都有一个特点，大部分都是过去生活困难，以及会功夫的人……

## 演员
- 姜大衞 飾 華衡
- 傅聲 飾 杜家驥[5]
- 李麗麗 飾 高鑫
- 唐炎燦 飾 陳星
- 盧迪 飾 杜父
- 韋弘 飾 胡老闆
- 王光裕 飾 酒吧打手
- 葛荻華 飾 馬麗
- 利榕傑 飾 林思寶

## 備註
1. ↑  .   [2022-01-01]. （原始内容存档于2022-01-01）.
2. ↑  《光影裏的浪花：香港電影脈絡回憶》中的说明。
3. ↑  《中国电影文化史》（1905—2004）中的介绍
4. ↑  《香港電影七九-八九》 (合訂本)介绍
5. ↑  演员内幕 摘自《影 300》

## 相關連結
- 豆瓣链接 （页面存档备份，存于）
- 互联网电影数据库（IMDb）上《朋友》的资料（英文）
- 香港影庫上《朋友》的資料（繁體中文）
- 《回顾香港电影三十周年》中的介绍 （页面存档备份，存于）